# 岩崎一彰
岩崎一彰 及び 岩崎賀都彰（いわさき かずあき、本名：岩﨑敏二 1935年2月5日〜2018年12月17日）は、日本の産業デザイナー、天体精密画家。日本では宇宙美術分野の第一人者として知られる。静岡県に「宇宙美術館」を設立し、天文台及びプラネタリウムも運営、天文学の普及・広報なども行っている。

## 概要
幼少の頃より美術に興味を持ち、宇宙美術を切り開いた。宮本正太郎などの宇宙物理学者の勧めに従い天体精密画家として活躍。天体望遠鏡によって撮影もしくは観察した画像によるものも多い。その作品は、著書に依れば、米国の宇宙精密画家である C.ボンステルの影響を受けたものである。
その一方で、産業デザイナーとしても数多くの作品を製作し、工業技術院長賞などを授与される。ハウス食品のパッケージデザインを手掛け、代表作に「ハウスバーモンドカレー」のパッケージがあり、数十年間にわたり採用された。
また、ミカゲ光器の天体望遠鏡の工業デザインなども行う。ミカゲ光器の天体望遠鏡はアマチュア用としては大型で非常に高額の観測装置だったこともあり、現在は閉業している。岩崎の「宇宙美術館」で使用している天体望遠鏡はミカゲ光器製で、メンテナンスはミカゲ光器の元社員の手で行っている。
反射望遠鏡光学系で特許を出願している（公開特許広報　昭56-8109：発明者　岩崎敏二）。これは副鏡として平面鏡を用いて光を主鏡側に折返し、第3鏡として45度平面を用い鏡筒に垂直に引き出すものである。これは自分用の望遠鏡として実作され、ミカゲ製40cm望遠鏡として当時の大阪市の自宅屋上に設置されていた。その写真は、画集「ザ宇宙」1980年に「所有天体望遠鏡のことなど」という文章と共に収録されている。なお、この画集の解説文は左に英語翻訳文、右に日本語文という体裁をとっていて、英文翻訳は宮本正太郎京都大学名誉教授の手になる豪華さである。

## 略歴
- 1935年 - 関東州（現：中華人民共和国）大連市浪花で産まれる。
- 1945年 - 終戦により、両親の生家のある滋賀県東浅井郡に引き揚げる。
- 1949年 - レンズ研磨及び天体観測、宇宙画製作開始。
- 1950年 - 京都大学の宮本正太郎の講演会の後、自分の作品を見てもらう。
- 1953年 - 高等学校卒業と同時に上京、旭光学入社。社内での業務として産業デザインの仕事を始める。
- 1957年12月-滋賀県東浅井郡野田,現長浜市にて長男 祐一 誕生。
- 1964年 12月-長女 いづみ 誕生- 大阪市にデザイン事務所を開設。産業デザインの独立した仕事を始める。
- 1973年 - 岩崎敏二から岩崎賀都彰（かずあき）に改名。
- 1989年 - IAU（国際天文学連合)の承認で1989年3月12日 小惑星 7122Iwasaki を与えられた。
- 1995年 - 岩崎賀都彰から岩崎一彰に改名。株式会社コスモスオリジンを設立。
- 1998年7月 - 静岡県伊東市伊豆高原に「宇宙美術館」を自費で建設。営業を始める。
- 2016年9月 -「宇宙美術館」閉館。

付記）原画製作などにおける、筆名を改名した。
- 2018年12月17日  - 死去により全ての著作物及び版権は著作権法に基づき、原画管理及び伴う著作権管理、広報、再販権利を長男大阪市フォンタナ・フィルハーモニー交響楽団代表中村祐一 が相続し管理する。

## 原画
- 1980年代、ラポート社から出版された原画を元にしたデジタル画像合成による、ビデオ作品も製作された。
  - この原画の一部は、講談社ブルーバックスにて再刊。
- 2007年日本天文学会創立100年を記念した切手の原画を製作。

## 書籍
- 『宇宙と自然 : エアーピースアートの極限 岩崎賀都彰細密画集』（1979年、ビッグ社、NCID BA62094299）
- 『ザ・宇宙 : エアーピース画の極致 岩崎賀都彰原寸画集 』（1980年、ラポート社、NCID BA61143468）
「The Space」の英文表記も併記されている。巻頭には、宮本正太郎、村山定男、佐伯恒夫、手塚治虫、竹宮恵子という豪華なメンバーが推薦文を寄せている。
- 『スーパースペース』（1981年、リブロポート、ISBN 4845700182）
奥付は「Super space」
- 『岩崎賀都彰・天体画集』（1983年、講談社、ISBN 4062006243）
- 『岩崎賀都彰スペース・アート』（1984年、朝日新聞社、ISBN 4062006243）
- 『太陽系45億年の旅 続: 遠宇宙からわが地球まで』（1985年、講談社、ISBN 4022582944）
- 『岩崎賀都彰の世界 : Artistic voyage through space and nature』（1987年、講談社、ISBN 406202327X）
- 『パノラマ大宇宙 : こども惑星の旅』（1990年、平凡社、ISBN 4582407072）
- 『パノラマ大宇宙銀河の旅』（1991年、平凡社、ISBN 4582407102）

共著
- 『太陽系45億年の旅 : 天体画で見るわが宇宙』（宮本正太郎共著、1982年、講談社ブルーバックス、ISBN 4061181092）

## TV・CM
- ロート製薬 新V・ロート(1985年、布施明と共演)